# Triclisperma paucifolia
Triclisperma es un género monotípico de plantas con flores perteneciente a la familia  Polygalaceae.  Su única especie: Triclisperma paucifolia, es originaria de Norteamérica donde está presente en Estados Unidos y Canadá.

## Taxonomía
Triclisperma paucifolia fue descrita por (Willd.) Nieuwl.  y publicado en American Midland Naturalist 3(7): 181. 1914.
Sinonimia
- Polygala paucifolia Willd.